# 津輕為信
津輕為信（日语：〔〕／ Tsugaru Tamenobu，1550年1月18日—1608年1月22日）是日本戰國時代、安土桃山時代以及江戶時代早期的大名，本名大浦為信，是大浦守信（亦可能是久慈信長）的長男。第一任弘前藩藩主，官位為從五位下右京大夫。育有兒子信建、信堅和信枚。

## 生平

### 戰國時期
關於早年的經歷，資料甚少，一般的記載於1567年、1568年開始，他是南部氏的家臣，娶了大浦為則的女兒戌姬成為為則的養子繼承大浦氏，擔任大浦城主。1571年（近期亦有1581年的說法），突然背叛南部氏、攻略石川高信所在的石川城，終致高信自殺（亦有生存的說法），自此高信之子石川信直便對為信非常痛恨。1578年，攻陷了以浪岡顯村為城主的浪岡城。於1588年得到了津輕地方大部分的領地，僅於1575年曾大敗於大光寺城主瀧本重行手下(但在1576年再度進攻大光寺城，並取得勝利)。
1590年，參與豐臣秀吉的小田原征伐，戰後秀吉承認為信的三萬五千石的領地，並正式改姓為津輕。同年，南部氏向秀吉控告為信違反惣無事令（禁止大名間私鬥之令），而為信亦透過石田三成為仲介解釋清楚此事。為信也打聽到秀吉、豐臣秀次、織田信雄等三人喜好鷹狩，於是送上津輕地區特產的老鷹作為禮物證明友誼，以保領地安和。之後與三成私交甚密，也對其心存感激，像是在關原之戰戰後保護三成的次男石田重成，迎來三成的三女辰姬（同時也有高台院養女的身分）作為三子信枚的妻子，據說這些都是為信要報答三成對他的恩情。1591年，南部氏家臣九戶政實、九戶實親兄弟在南部家引起叛亂，史稱九戶政實之亂，為信成為九戶討伐軍的一員。後來也有參與文祿・慶長之役，以及修理伏見城等功績。1594年，將居城從大浦城移至堀越城。

### 江戶時期
1600年，爆發關原之戰，由於領國周圍都是支持東軍的大名，不得已只好與三男信枚加入東軍，但長男信建以豐臣秀賴的小姓眾身分留在大坂城。西軍壞滅後，保護石田重成回國。戰後保住了領地，並增封上野國兩千石。1603年，在岩木川與土淵川築起了新城，名為弘前城。1607年，病逝於京都，享年58歲。墓所在弘前市的秀革寺。

## 評價與逸話
為信在弘前稻荷神社奉豐臣秀吉為弘前城的守護神，此於明治時代方為世人所悉。
津輕為信有「津輕風雲兒」的稱呼，由於他留著長長的鬍鬚也被稱為「津輕的美髯公」，原因據說是他相當崇拜中國三國時代的關羽。他的軍事與政治手腕不下於同時期的伊達政宗。麾下有名軍師沼田祐光，津輕三老森岡信元、小笠原信淨、兼平綱則，「無比良臣」服部康成，都為津輕政權付出心力。據說為信背叛南部氏之前，即以開設賭場、酒莊等方式，收納失業青年私募為兵，並煽動人民對南部晴政政策的不滿以利起事，足見其軍略手腕的高明。

## 相關作品
- 津輕風雲錄 - 長部日出雄著